# József Bajza

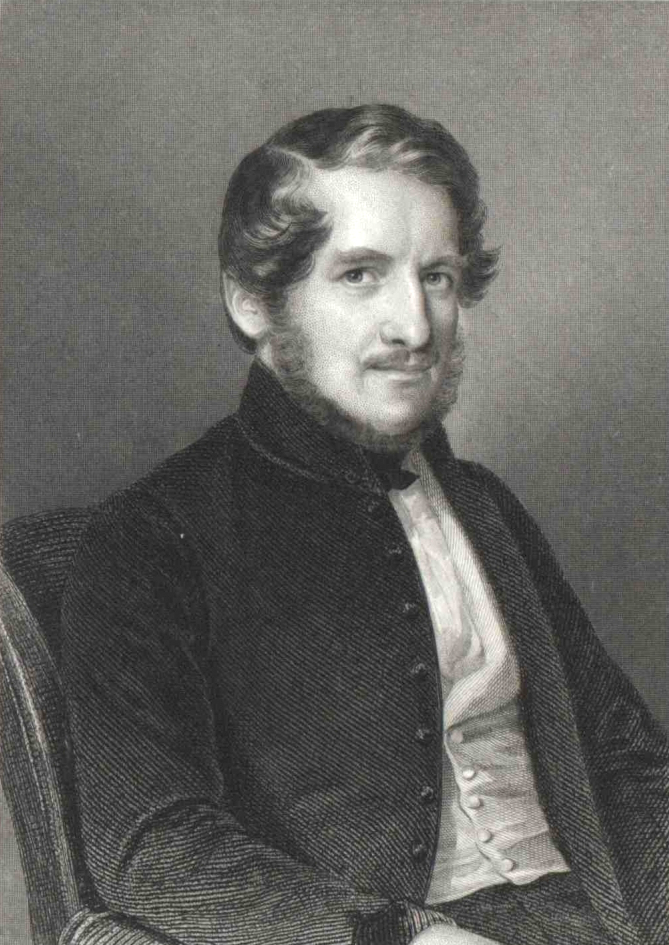
József Bajza, Porträt von Miklós Barabás

József Bajza (* 31. Januar 1804 in Szűcsi, Komitat Heves; † 3. März 1858 in Pest) war ein ungarischer Dichter und Schriftsteller.

## Leben
Bajza studierte in Pest und trat schon 1823 als Mitarbeiter an Károly Kisfaludys Taschenbuch Aurora auf, das er nach Ableben desselben von 1830 bis 1837 selbst redigierte. Obgleich inzwischen 1825 beim Reichstag Kanzlist und 1829 in Pest Advokat geworden, widmete er sich doch vorwiegend der Dichtung, und seine 1835 in Pest erschienenen Gedichte (Versei. 2. Auflage. 1842) reihten ihn unter die besten ungarischen Lyriker.
In den Kritischen Blättern, die er von 1831 bis 1836 im Athenaeum veröffentlichte, und dem Figyelmező („Beobachter“), den er von 1837 bis 1843 herausgab, übte er durch strenge Kritik einen positiven Einfluss auf die in der Entwicklung begriffene ungarische Literatur. Dem ungarischen Schauspiel gab er durch Herausgabe der Ausländischen Bühne (Pest 1830) und später als künstlerischer Leiter des 1837 zu Pest eröffneten Nationaltheaters bedeutende Anregungen gab (siehe seine Schrift Szózat a pesti magyar színház ügyében, Ofen 1839). Er war Gründungsmitglied der Kisfaludy-Gesellschaft.
Später widmete er sich fast ausschließlich historischen Themen und gab eine Történeti könyvtar („Historische Bibliothek“, Pest 1843–45, sechs Bände) sowie einen nach dem Deutschen bearbeiteten Uj Plutarch („Neuer Plutarch“, Pest 1845–1847) heraus; doch war seine Világtörténet („Weltgeschichte“, Pest 1847) nur eine flüchtige Kompilation aus Friedrich Christoph Schlossers, Arnold Hermann Heerens und Karl von Rottecks Werken sowie von denen anderer deutscher Historiker.
Im Jahr 1847 übernahm Bajza im Auftrag der Opposition die Redaktion ihres politischen Taschenbuchs Ellenőr („Der Kontrolleur“, Leipzig 1847), und nach dem März 1848 ernannte ihn Kossuth zum Redakteur des Kossuth' Hirlapja (Juli bis Dezember 1848). In dieser Stellung entwickelte er jedoch kein glückliches Redaktionstalent. Er war seit 1832 ordentliches Mitglied der ungarischen Akademie und der Kisfaludy-Gesellschaft, verfiel 1850 aber in eine unheilbare Geisteskrankheit. Er starb am 4. März 1858 in Pest. Seine gesammelten Werke, in denen sich ein mehr sinniges als energisches Dichtertalent kundgibt, erschienen in zwei Bänden (Pest 1852).
Seine Tochter Helene von Beniczky-Bajza (1840–1905), war ebenfalls Schriftstellerin.